# مریم سلیمی
مریم سلیمی (زاده ۳۰ دی ۱۳۵۶ در تهران)؛ نویسنده، روزنامه‌نگار، پژوهشگر ارتباطات و یکی از کارشناسان خبره در حوزه ارتباطات تصویری بالاخص در حوزه گرافیک خبری و اطلاع‌رسان است.
وی دکتری علوم ارتباطات اجتماعی، کارشناسی ارشد گرافیک و کارشناسی ارشد روزنامه‌نگاری و نیز کاردانی و کارشناسی روابط عمومی است. موضوع رساله‌های دانشگاهی سلیمی در مقطع کارشناسی ارشد، در حوزه گرافیک خبری و اطلاع‌رسان و همچنین رساله دکتری وی نیز تحت عنوان دیتاژورنالیسم بود که برای اولین بار در ایران اجرا می‌شد.
سلیمی در حال حاضر مدرس دانشگاه‌های آزاد، سوره و علمی کاربردی و عضو کارگروه تخصصی گرافیک کتاب‌ها و مواد درسی در سازمان پژوهش و برنامه‌ریزی آموزشی وزارت آموزش و پرورش، یکی از مؤلفان کتاب تفکر و سواد رسانه ای پایه دهم و همچنین مشاور رسانه‌ای سازمان‌های متعدد، داور مقالات برخی مجلات علمی و نیز داور بعضی جشنواره‌های دانشجویی است. وی همچنین مسئول تیم گرافیک خبری و اطلاع‌رسان خبرگزاری نسیم است و به همراه بهروز مظلومی فر (همسرش) بیش از ۱۰۰۰ اثر گرافیک اطلاع‌رسان ایستا (و اخیراً نیز گرافیک اطلاع‌رسان برهم کنشی یا اینتراکتیو) تولید کرده‌است.
سلیمی دارای ۲۰ سال سابقه روزنامه‌نگاری (نوشتاری و تصویری) و به‌طور موازی ۱۷ سال سابقه کار در روابط عمومی است.
سلیمی که کار در حوزه مطبوعات را از روزنامه خبر آغاز کرده، دارای سابقه همکاری با هفته نامه باور، روزنامه توسعه، روزنامه ابرار اقتصادی، روزنامه دنیای اقتصاد، ماهنامه روابط عمومی و فصلنامه هنر هشتم در سمتهای مختلف خبرنگار، گزارشگر، دستیار سردبیر، کاریکاتوریست، طراح و مدیر هنری است. وی همچنین دارای سابقه همکاری با خبرگزاری فارس (۱۲سال) و خبرگزاری نسیم (از ۱۳۹۰) و خبرگزاری تسنیم (از ۱۳۹۲) است. سلیمی با همراهی جمعی از طراحان فعال در حوزه گرافیک خبری و اطلاع‌رسان، موجبات برگزاری نخستین نمایشگاه گرافیک اطلاع‌رسان درایران را در حاشیه بیستمین جشنواره مطبوعات (۱۷ اسفند ۱۳۹۲) فراهم کرد. وی همچنین به یاری دفتر مطالعات و برنامه‌ریزی رسانه‌ها (وابسته به معاونت مطبوعاتی وزارت فرهنگ و ارشاد اسلامی)، نخستین دوره آموزشی رسمی گرافیک اطلاع‌رسان و خبری را در شهریور ۱۳۹۳ در این مرکز برگزار کرد.
تاکنون وی در دو دوره نمایشگاه مطبوعات طی سالهای ۱۳۹۳ و ۱۳۹۴ به معرفی گرافیک اطلاع‌رسان و گرافیک اطلاع‌رسان ۲ (اینتراکتیو) پرداخته‌است و عمده موفقیتها و جوایز دریافتی سلیمی مربوط به حوزه‌های روزنامه‌نگاری و گرافیک در چهاردهمین، پانزدهمین، هیجدهمین و نوزدهمین جشنواره مطبوعات و همچنین کسب عنوان در نخستین جشنواره اینفوگرافیک فارسی، خاکریز شیشه‌ای و.. است وی همچنین برگزیده چندین جشنواره شعر است.

## جشنواره‌ها
سلیمی در جشنواره‌های زیر موفق به کسب رتبه گردیدند
- چهاردهمین جشنواره مطبوعات به عنوان روزنامه‌نگار منتقد دولت[۷۷]
- پانزدهمین جشنواره مطبوعات و خبرگزاری‌ها به عنوان رتبه اول گزارش خبرگزاری‌ها،[۷۸][۷۹]
- هیجدهمین جشنواره مطبوعات عنوان برگزیده بخش مصاحبه خبرگزاری‌ها[۸۰]
- نوزدهمین جشنواره مطبوعات به عنوان گزارش خبرگزاری‌ها[۸۱]
- در جشنواره نقد سیستم بانکی به عنوان رتبه سوم مصاحبه[۸۲]
- نخستین جشنواره خودرو به عنوان رتبه دوم گفتگو[۸۳]
- مراسم برترین‌های انجمن روزنامه‌نگاران مسلمان به عنوان یکی از ۱۰ برگزیده[۸۴]
- جشنواره بین‌المللی ندای وحدت به عنوان رتبه برتر شعر[۸۵]
- جشنواره فجرآفرینان به عنوان هنرمند برگزیده[۸۶]
- سومین جشنواره مطبوعات و خبرگزاریها در حوزه مالیات به عنوان رتبه اول بخش گزارش[۸۷]
- جشنواره اینفوگرافیک با اثر ایران در المپیک شایسته تقدیر[۸۸]

### تألیف
- گرافیک خبری و اطلاع‌رسان، دفتر مطالعات و برنامه‌ریزی رسانه؛ ۱۳۹۳[۸۹][۹۰][۲][۹۱][۹۲][۹۳][۹۴][۹۵][۹۶][۹۷][۹۸][۹۹]
- کتاب تردد بی تو، انتشارات آشیان؛ ۱۳۹۰[۱۰۰][۱۰۱][۱۰۲][۱۰۳]
- کتاب پلاک آبی، انتشارات آشیان؛ ۱۳۸۹[۱۰۴][۱۰۵][۱۰۶][۱۰۷][۱۰۸][۱۰۹]
- روابط عمومی: آزمون‌های کنکور کاردانی به کارشناسی دانشگاه جامع علمی - کاربردی، انتشارات امامت؛ ۱۳۹۱[۱۱۰][۱۱۱]

### ترجمه
- گرافیک اطلاع‌رسان ۲ نوشته آلبرتو کایرو، ترجمه احمد اشرفی و مریم سلیمی ، انتشارات سروش؛ ۱۳۹۴[۱۱۲][۱۱۳][۱۱۴][۱۱۵][۱۱۶][۱۱۷]

### مقدمه نویسی
- داده‌های دیدنی تألیف امید روشنگر با مقدمه‌ای از دکتر مریم سلیمی[۱۱۸][۱۱۹]